# أغنيس بابوس
أغنيس بابوس (بالمجرية: Babos Ágnes)‏ مواليد 12 مايو 1944 في المجر، هي لاعبة كرة يد مجرية سابقة. حققت المركز الأول في بطولة العالم لكرة اليد للسيدات 1965.

## سجل المنافسة
شاركت في البطولات التالية:
- بطولة العالم لكرة اليد للسيدات 1965
- بطولة العالم لكرة اليد للسيدات 1971

## الميداليات
| الميدالية | المسابقة                            |
| --------- | ----------------------------------- |
| ذهبية     | بطولة العالم لكرة اليد للسيدات 1965 |
| برونزية   | بطولة العالم لكرة اليد للسيدات 1971 |